# Screen on the Green (Atlanta)
Screen on the Green är en utomhusfilmfestival om sommaren i Piedmont Park i Atlanta, anordnad av den lokala TV-stationen Peachtree TV där film visas gratis på en stor utomhusskärm. År 2007 anordnades evenemanget av Turner Classic Movies. Fokus låg då på klassiska filmer, men Peachtree TV flyttade sedan åter fokus till moderna filmer. Gratisvisningarna hålls varje torsdagkväll i juni på ett stort fält i parken, på en flyttbar skärm. Visningarna börjar då Solen gått ner. Varje år besöks festivalen av tusentals personer.
2008 flyttades evenemanget tillfälligt till Centennial Olympic Park i Atlantas downtown på grund av torka i området kring Piedmont Park. Alkohol får inte medtas, utan säljs på plats.

## Filmer 2006
- 1 juni - Houseguest
- 8 juni - The Wiz
- 15 juni - Ferris Bueller's Day Off
- 21 juni -- Breakfast at Tiffany's
- 28 juni -- Willy Wonka and the Chocolate Factory

## Filmer 2007
- 31 maj - Casablanca
- 7 juni - Car Wash
- 14 juni - Butch Cassidy and the Sundance Kid
- 21 juni - Funny Girl
- 28 juni - E.T. the Extra-Terrestrial (Filmen visades inte på grund av regn och stormigt väder.)

## Filmer 2008
- 29 maj - Hajen
- 5 juni - Big Momma's House
- 12 juni - Chicago
- 19 juni - E.T. the Extra-Terrestrial
- 26 juni - Footloose (beslut tagit efter onlineröstning)